# Витамин D
Витамины группы D (витамин D) — биологически активные вещества (холекальциферол, эргокальциферол, ситокальциферол, 2,2-дигидроэргокальциферол и другие). Холекальциферол (витамин D3) синтезируется у человека в коже под действием ультрафиолетовых лучей диапазона B, а также поступает в организм человека с пищей. Эргокальциферол (витамин D2) может поступать только с пищей.
Главное назначение витамина D в организме человека — обеспечение всасывания кальция и фосфора из пищи через стенки тонкой кишки. Согласно ряду клинических исследований, хронический дефицит витамина «D» у детей раннего возраста связан с высоким риском развития у них в будущем различных заболеваний: сахарного диабета, ожирения, аутоиммунных заболеваний, онкологических заболеваний, сердечно-сосудистых заболеваний, псориаза, атопических заболеваний, воспалительных заболеваний кишечника.
Кальцитриол-1 (1,25(ОН)₂D, продукт метаболизма холекальциферола и эргокальциферола) связывается с рецепторами витамина D (VDR) в тканях и изменяет уровень транскрипции VDR во всём организме.
Кальциферол является жирорастворимым соединением. В связи с этим жиры также необходимы для всасывания витамина D в кишечнике. Как и другие жирорастворимые витамины, он имеет свойство накапливаться в жировой ткани. Запасы витамина D, накопленные организмом в течение лета, могут постепенно расходоваться в зимние месяцы.
Регулярное употребление добавок с витамином D способствует облегчению симптомов синдрома раздраженного кишечника.
Влияние добавок витамина D на смертность неясно: один метаанализ показал небольшое снижение смертности у пожилых людей, а другой пришёл к выводу, что не существует четких оснований для рекомендации добавок для предотвращения многих заболеваний и что дальнейшие исследования аналогичной конструкции в этих областях не требуются.
Норма содержания витамина D в крови: концентрация 25(ОН)D более 30 нг/мл (50 нмоль/л), меньшие значения — недостаточность, а менее 20 нг/мл (50 нмоль/л) — дефицит. Передозировка витамином D возможна, начиная с концентрации 100 нмоль/л, безусловно токсичная концентрация — 200 нмоль/л.
По российским рекомендациям 2015 года суточная профилактическая доза витамина D в пище (холекальциферол D₃ и эргокальциферол D₂) для людей 18—50 лет составляет не менее 600—800 МЕ (международных единиц), что соответствует 15—20 мкг; для беременных и кормящих — 800—1200 МЕ (20—30 мкг), людям старше 50 лет — 800—1000 МЕ (20—25 мкг).

## Открытие
Обнаружение витамина D позволило решить некогда серьезную проблему детского рахита. После того как американский биохимик Элмер Макколум обнаружил в 1914 году в рыбьем жире витамин A, английский ветеринар Эдвард Мелленби сделал наблюдение, что от рахита не страдают те собаки, которых кормят рыбьим жиром. Это наблюдение привело его к выводу, что рахит предотвращает именно витамин A или какое-то связанное с ним вещество.
Чтобы внести ясность в этот вопрос, Макколум в 1922 году поставил эксперимент с порцией рыбьего жира, где витамин A был нейтрализован. Собаки, которым он давал этот продукт, благополучно излечились от рахита. Так было доказано, что за излечение от рахита отвечает не витамин A, а другой, неизвестный доселе витамин. Поскольку это был четвёртый по счёту витамин, открытый наукой, его назвали четвёртой буквой латинского алфавита — D.
В 1923 г. американский биохимик Гарри Стенбок показал, что облучение пищи ультрафиолетом увеличивает содержание в ней витамина D. Подопытные крысы, употреблявшие такую облучённую пищу, излечились от рахита. Примерно в это же время А. Ф. Гесс доказал, что человек может производить витамин D под действием солнечного света.
Стенбок тем временем запатентовал метод увеличения содержания «солнечного витамина» в молоке и других жирных продуктах с помощью облучения их ультрафиолетом. Практика обогащения продуктов витамином D распространена в США. В российской рознице молочные изделия с добавлением витамина D практически не представлены.

## Механизм действия и измерение
Витамин D в обеих присутствующих в лекарствах формах (холекальциферол и эргокальциферол) на самом деле является провитамином. Для активации холекальциферол сначала должен превратиться в печени в 25-гидрокси-холекальциферол (сокращенно 25(OH)D3, кальцидиол), а затем в почках — в 1,25-дигидрокси-холекальциферол (1,25(OH)2D3, кальцитриол).
Оценка адекватности обеспечения конкретного человека витамином D вызывает споры в научном сообществе. Наиболее универсальным лабораторным показателем на 2006 год считалась концентрация 25-гидрокси-холекальциферола в сыворотке крови. Её минимальное значение, обеспечивающее здоровье костей у большинства людей в популяции, составляет 20 нг/мл (50 нмоль/л).
Однозначно установить дополнительную пользу от достижения значений выше 30 нг/мл (75 нмоль/л) в клинических исследованиях не удалось. Тем не менее, согласно некоторым рекомендациям, оптимальным считается интервал 30—60 нг/мл (75—150 нмоль/л).
Долгое время рекомендовалось дополнительно принимать витамин D для профилактики развития остеопороза и укрепления костной ткани. Однако опубликованные в 2018 году результаты метаисследования показали, что статистически значимые доказательства эффективности витамина D отсутствуют. Исследователи проанализировали более 53,5 тыс. пациентов (в основном — женщины старше 65 лет) в 81 случайном клиническом исследовании. Результаты испытаний подгрупп применения витамина D в высоких и низких дозах были схожи и не свидетельствовали об улучшении состояния костной ткани среди пациентов, дополнительно принимавших витамин D. Ученые сошлись во мнении, что употребление добавки может быть обосновано только среди пожилых людей, почти никогда не выходящих на улицу и имеющих недостаток в выработанном естественным путем витамине D. Последнее утверждение спорно: дефицит витамина может возникать у любого человека, который практически всегда носит закрывающую кожу одежду или пользуется солнцезащитными средствами, а особенно в случае сочетания закрытой одежды с нанесением солнцезащитных средств на лицо. Также, непрозрачные косметические средства препятствуют попаданию УФ-лучей в кожу лица и выработке витамина D.

## Недостаток
Дефицит витамина D — явление достаточно распространённое, затрагивающее, по некоторым оценкам, до миллиарда жителей Земли. В США, по данным крупного популяционного исследования, проведённого в 2001—2006 годах, распространённость «риска дефицита» витамина D у взрослых и детей старше 1 года составила 8 %. К ней можно прибавить 24 % людей со статусом «риск недостаточного потребления». В совокупности это почти треть населения США. В ряде других стран, с достаточным уровнем солнечного облучения, таких как Индия, Пакистан, Иран, Китай, значительная доля населения (по некоторым данным, до 60—80 %) имеют симптомы дефицита витамина D. Россия расположена в зоне низкой инсоляции, поэтому практически все её жители входят в группу риска.
Вместе с тем приводимые цифры распространённости дефицита витамина D могут значимо отличаться в зависимости от того, какой уровень 25-гидрокси-холекальциферола в крови берётся за пограничный (16, 20 или 30 нг/мл или какой-либо другой). Институт медицины США в 2010 году ввел новую классификацию адекватности статуса витамина D в зависимости от уровня 25-гидрокси-холекальциферола в сыворотке крови.
| Категория достаточности витамина D                        | Уровень 25(HO)D, нг/мл | Уровень 25(HO)D, нмоль/л |
| --------------------------------------------------------- | ---------------------- | ------------------------ |
| риск дефицита                                             | < 12                   | < 30                     |
| риск недостаточного потребления                           | 12—19                  | 30—49                    |
| достаточное потребление                                   | 20—50                  | 50—125                   |
| уровень, выше которого есть основание для обеспокоенности | > 50                   | > 125                    |

Авитаминоз витамина D — это основная причина развития рахита у детей. Долговременный дефицит витамина D может приводить к увеличению заболеваемости раком, увеличивает вероятность развития остеопороза. В последнее время опубликованы результаты исследований, увязывающих недостаток витамина с ослаблением иммунитета, повышенным риском развития сердечно-сосудистых заболеваний. Гиповитаминоз витамина D связан с избыточным весом, моделируя дифференциацию адипоцитов и липидный обмен. С другой стороны, избыточный вес во время беременности приводит к дефициту витамина D у матери и ребёнка, и эта тенденция сохраняется с возрастом. Недостаток витамина D является провоцирующим фактором псориаза и витилиго, а также некоторых других аутоиммунных заболеваний. Кроме того, исследования показывают, что при недостатке витамина D могут наблюдаться ухудшение памяти, боли в мышцах и бессонница.
В 2017 году учёные из Touro University (Калифорния, США) провели исследование, согласно которому солнцезащитные кремы с SPF 15 и выше уменьшают выработку витамина D₃ из 7-дегидрохолестерина в организме человека на 99 %. Уменьшение потребления этого витамина посредством облучения солнечными лучами особо остро может сказаться на людях, страдающих заболеваниями, которые уменьшают усваивание витамина D из пищи.

## Избыток
Гипервитаминоз витамина D развивается очень медленно. При приёме больших доз он может вызывать нарушения метаболизма кальция, приводящие к гиперкальциемии и гиперкальциурии. При длительном лечении эргокальциферолом или холекальциферолом гиперкальциемия обычно обусловлена накоплением провитамина D₃, но может быть вызвана одновременным избыточным потреблением пищевых продуктов, содержащих много кальция, например молочных продуктов.